# Скрещивающиеся прямые

Две скрещивающиеся прямые

Две скрещивающиеся прямые (красные) в первом октанте и их общий перпендикуляр (синий).

Скрещивающиеся прямые — прямые, которые не лежат в одной плоскости.
На чертеже отмечается горизонтальной линией и точкой сверху

## Определение
Две прямые в трёхмерном евклидовом пространстве скрещиваются, если не существует плоскости, их содержащей. Иначе говоря, две прямые в пространстве, не имеющие общих точек, и не являющиеся параллельными.

## Расстояние между скрещивающимися прямыми
Пусть прямые заданы векторными параметрическими уравнениями:
{\displaystyle {\vec {p}}={\vec {p}}_{0}+s{\vec {u}},}
{\displaystyle {\vec {r}}={\vec {r}}_{0}+t{\vec {v}}.}
Тогда расстояние между ними можно определить, используя операции смешанное произведение и векторное произведение:228:
{\displaystyle d={\frac {|({\vec {r}}_{0}-{\vec {p}}_{0},{\vec {u}},{\vec {v}})|}{|[{\vec {u}},{\vec {v}}]|}}.}